# L.M. in ostali proti Rusiji
L.M. in ostali proti Rusiji (Opr. št.: 40081/14, 40088/14, 40127/14) je primer, v katerem je Evropsko sodišče za človekove pravice 15. 10. 2015 odločilo, da izgon in hkrati pripor emigrantov predstavljata kršitev njihove pravice do življenja ter prepovedi mučenja in nečloveškega ali ponižujočega ravnanja.
Stranke: L.M., A.A., M.A. proti Rusiji (v nadaljevanju vlada) 

## Ozadje dejstev
Pritožniki (L.M., Palestinec brez državljanstva, A.A. in M.A. sirska državljana) imajo stalno prebivališče v Siriji, vendar so leta 2013 zaradi vojne in krize v njej emigrirali v Rusijo. A.A. je marca 2014 zaprosil za status begunca v Rusiji, vendar je bila prošnja s strani vlade zavrnjena. Aprila istega leta so bili vsi trije aretirani na svojem delovnem mestu - tovarni oblačil. Obtoženi so bili kršitve pravil priseljevanja in opravljanja dela, saj so v Rusiji živeli in delali brez dovoljenja oziroma pooblastil (statusa državljana ali begunca).  

## Postopek
Okrožno sodišče je zoper emigrantov odredilo izgon v Sirijo in njihov pripor. Obtožena stranka se je pritožila, saj bi vrnitev v Sirijo ogrožala življenje obtožencev, vendar je okrožno sodišče pritožbo zavrnilo. Vzporedno s postopkom izgona so vsi trije emigranti zaprosili za status begunca in predložili zahtevek za začasen azil, vendar neuspešno. Medtem sta L.M. in M.A. ostala v centru za začasno nastanitev tujcev, A.A. pa je pobegnil. 
Pritožniki navajajo, da so jim bile po določilih Evropske konvencije o človekovih pravicah kršene slednje pravice:  
- pravica do življenja (2. člen),
- prepoved mučenja in nečloveškega ali ponižujočega ravnanja (3. člen),
- pravica do učinkovitega pravnega sredstva (13. člen),
- pravica do prostosti in osebne varnosti (5. člen 1. točka),
- pravica, da sodišče hitro odloči o zakonitosti pridržanja (5. člen 4. točka),
- pravica do individualne pritožbe oz. posamezne zahteve za obravnavo (34. člen).

## Pravna terminologija
Pravno vprašanje dotičnega sodnega postopka je, ali predstavljata pripor in prisilni izgon emigrantov iz Rusije v Sirijo kršitev človekovih pravic. 
Pravno pravilo tolmači, da izgon in hkrati pripor emigrantov predstavljata kršitev njihove pravice do življenja ter prepovedi mučenja in nečloveškega ali ponižujočega ravnanja. 
Razlogi za pritožbo so sledeči: iz dokazov je razvidno, da bi izgon v Sirijo pomenil resno tveganje za življenje obtožene stranke. Glede na dokaze Visokega komisariata združenih narodov za begunce (UNCHR) večina evropskih držav v teh kriznih časih ni izvedla vrnitve v Sirijo. Pritožniki v času odvzema prostosti niso imeli možnosti uporabe postopka za sodni pregled zakonitosti njihovega pripora in hkrati ni bil sprejet noben pravni ukrep glede izgona, oni pa so ostali v priporu brez navedenega roka. Bila jim je tudi odvzeta pravica do komunikacije s svojimi odvetniki in predstavniki. 

## Izrek
V skladu s soglasno odločitvijo, da so kršeni 2., 3., 5., 13. in 34. členi konvencije človekovih pravic, mora vlada pritožnikom plačati nepremoženjsko odškodnino, stroške in izdatke v zvezi s postopkom.